# Motarzyno
Motarzyno (kaszb. Mòtarzëno, niem. Müttrin) – wieś kaszubska w Polsce położona w województwie pomorskim, w powiecie słupskim, w gminie Dębnica Kaszubska przy drodze wojewódzkiej nr 210. Wieś jest siedzibą sołectwa.
W latach 1945-54 siedziba gminy Motarzyno. W latach 1954–1959 wieś należała i była siedzibą władz gromady Motarzyno, po jej zniesieniu w gromadzie Budowo. W latach 1975–1998 miejscowość administracyjnie należała do województwa słupskiego.

## Sołectwo
Motarzyno jest siedzibą sołectwa Motarzyno, obejmującego również obszarem swych działań tereny wsi Niemczewo, Ochodza, Goszczyno, Jamrzyno, Spole i Strzegomino. Jest jednym z 22 sołectw gminy.

### Ludność
Liczba ludności: 911 (stan na rok 2013)
| Miejscowość | Liczba mieszkańców |
| ----------- | ------------------ |
| Motarzyno   | 700                |
| Niemczewo   | 78                 |
| Goszczyno   | 49                 |
| Ochodza     | 38                 |
| Jamrzyno    | 24                 |
| Spole       | 12                 |
| Strzegomino | 10                 |

## Nazwa
Nazwa miejscowości, wzmiankowana po raz pierwszy w 1418 w formie Muttrin, ma pochodzenie słowiańskie i charakter dzierżawczy. Powstała przez dodanie do nazwy osobowej *Motarz lub *Motra formantu -ino. Niemiecka nazwa Müttrin jest adaptacją pierwotnej nazwy słowiańskiej.
Rada Języka Kaszubskiego proponuje kaszubską formę nazwy Mòtarzëno.

## Historia
W miejscowym kościele ostatnie nabożeństwo dla Kaszubów w języku kaszubskim odbyło się w 1799. Motarzyno utrzymało jeszcze swój kaszubski charakter do drugiej połowy następnego wieku (1860). Przez miejscowość przebiegała Słupska Kolej Powiatowa Słupsk-Budowo, ze stacją Motarzyno.

### Cmentarz
W Motarzynie znajduje się nieczynny cmentarz położony na północ od zabudowań wsi. Zlokalizowany jest w lesie, a prowadzi do niego droga przez pola uprawne. Jest wydzielony z otoczenia kamienno-betonowym, częściowo zygzakowatym, niewysokim murem. Prawdopodobnie był to cmentarz wykorzystywany przez właścicieli Motarzyna – rodzinę von Zitzewitz. Świadczyć mogą o tym duże, sklepione grobowce – najpewniej kwatera grobowa tegoż rodu.

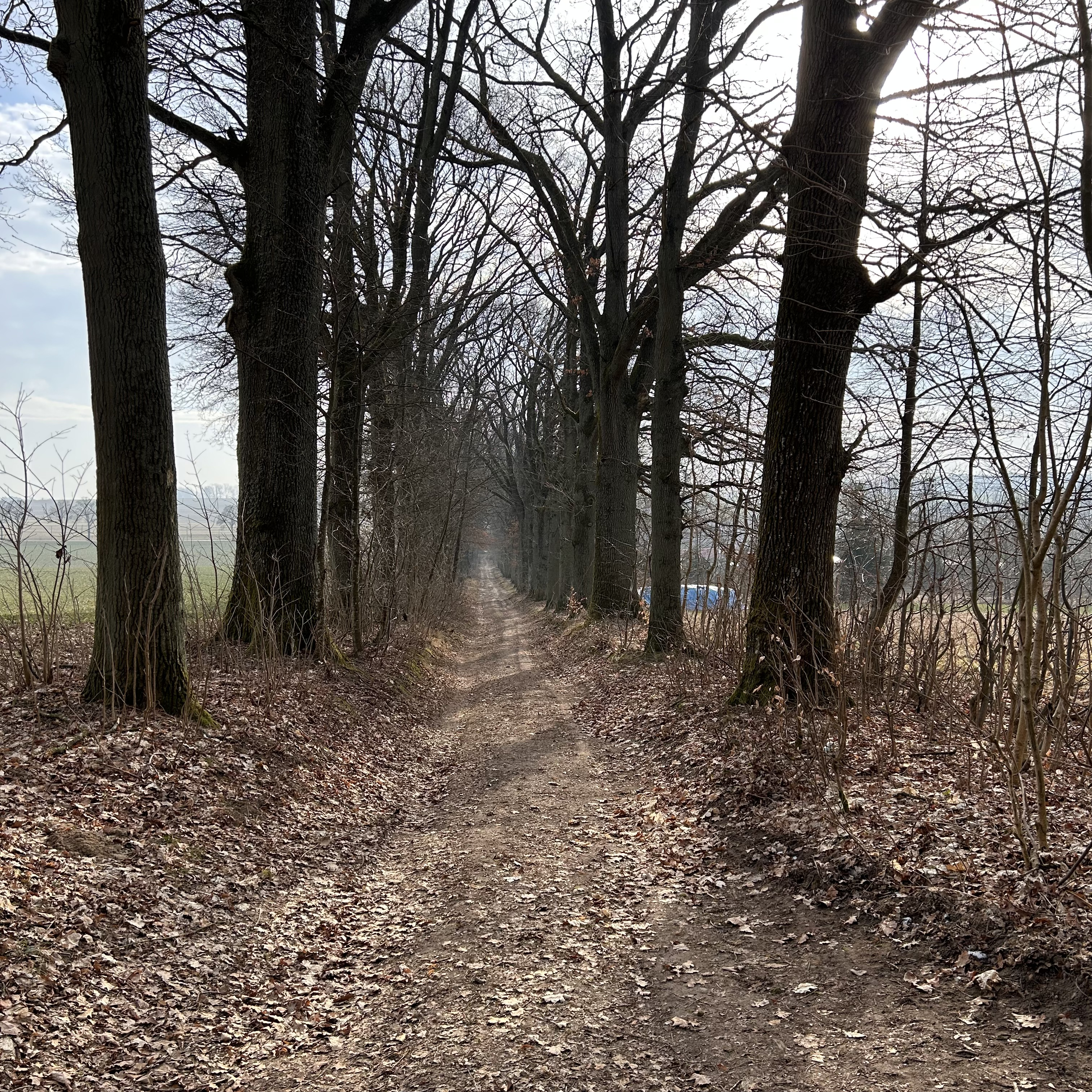
Dębowa aleja prowadzącą przez pola uprawne do cmentarza ewangelickiego w Motarzynie
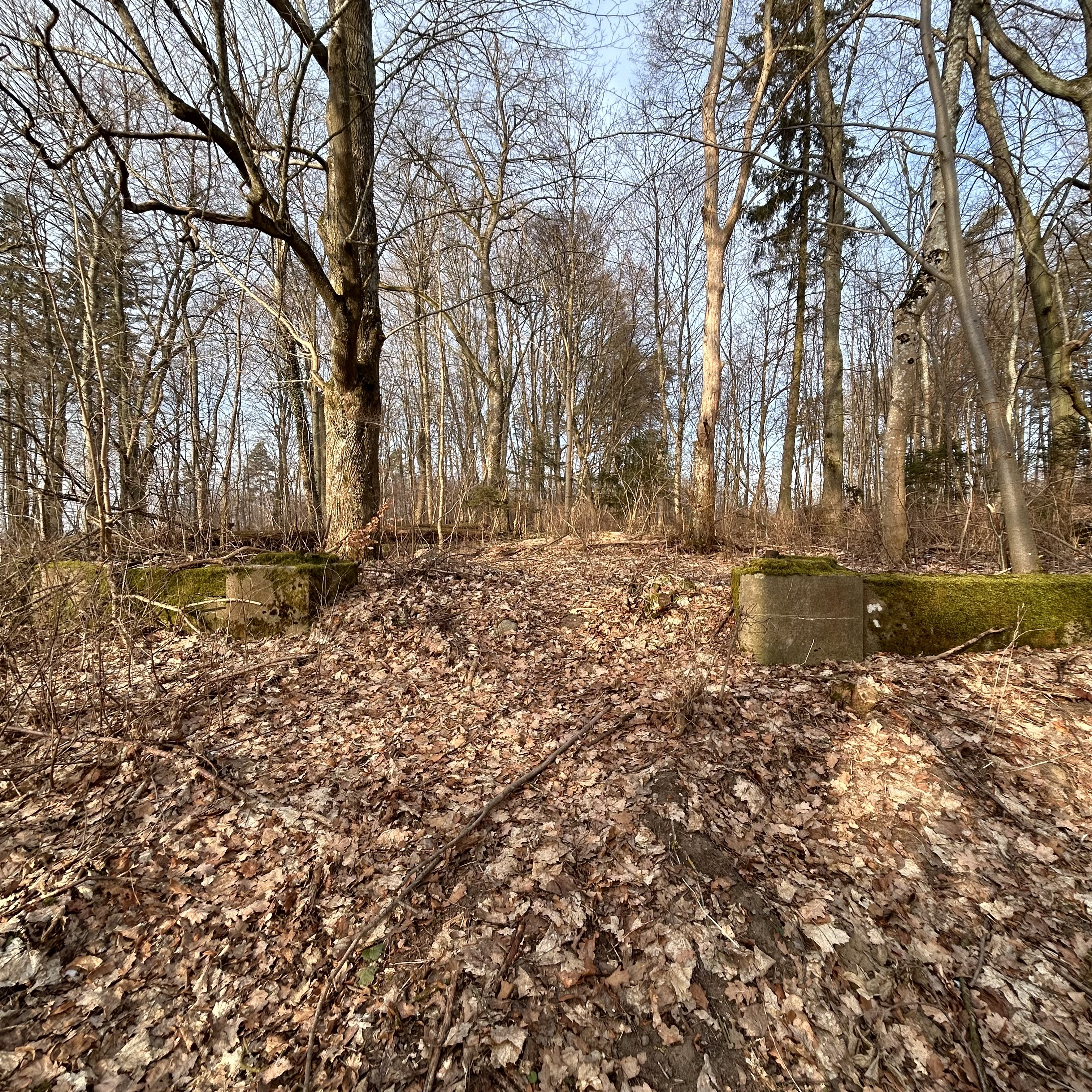
Wejście na cmentarz ewangelicki w Motarzynie; pozostały dwa filary podtrzymujące nieistniejącą bramę wejściową oraz kamienno-betonowy, częściowo zygzakowaty, niewysoki mur okalający cmentarz
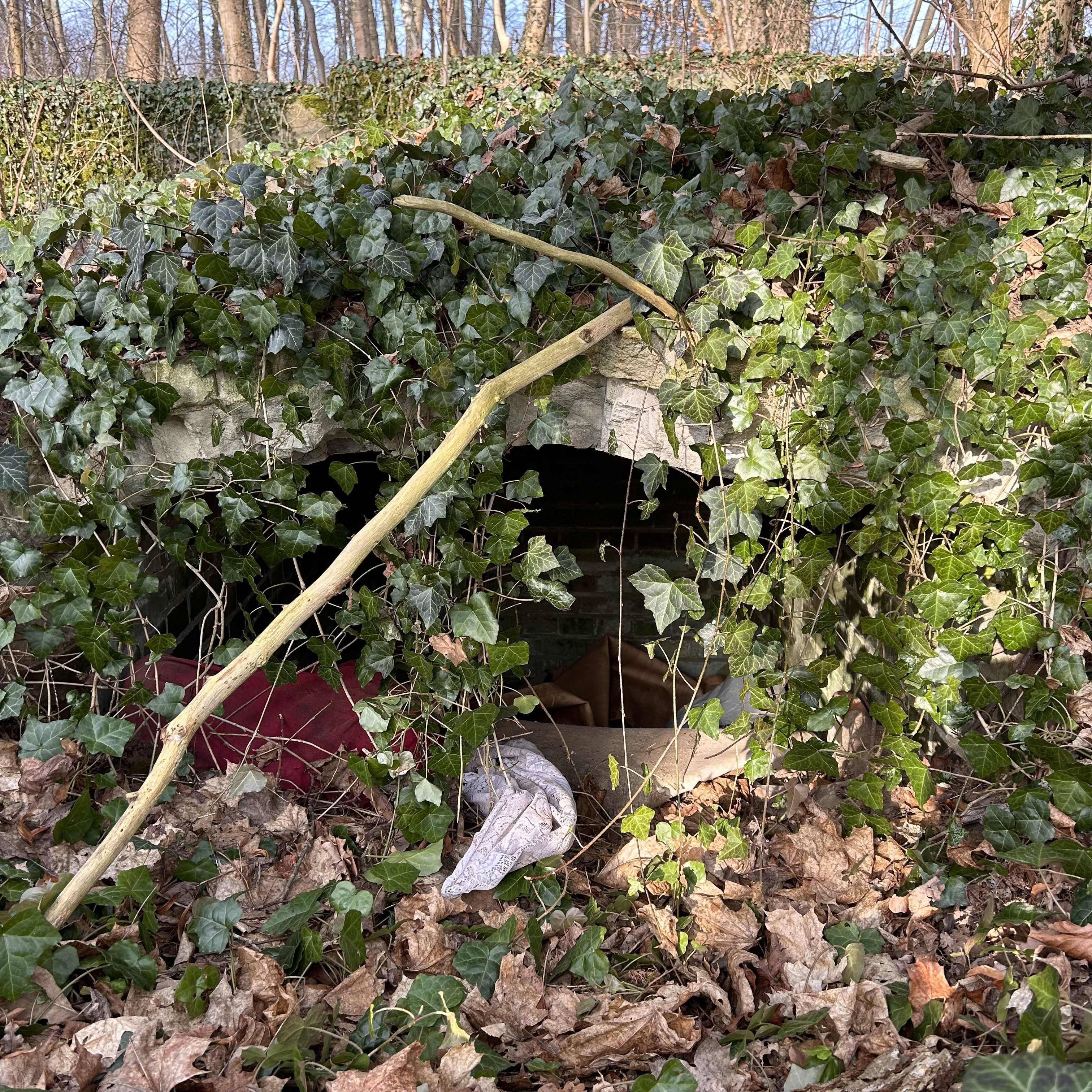
Porośnięte bluszczem pospolitym (Hedera helix L.) wejście do sklepionej krypty grobowej, najprawdopodniej rodu von Zitzewitz, ówczesnych właścicieli majątku Motarzyno; krypta zanieczyszczona śmiećmi
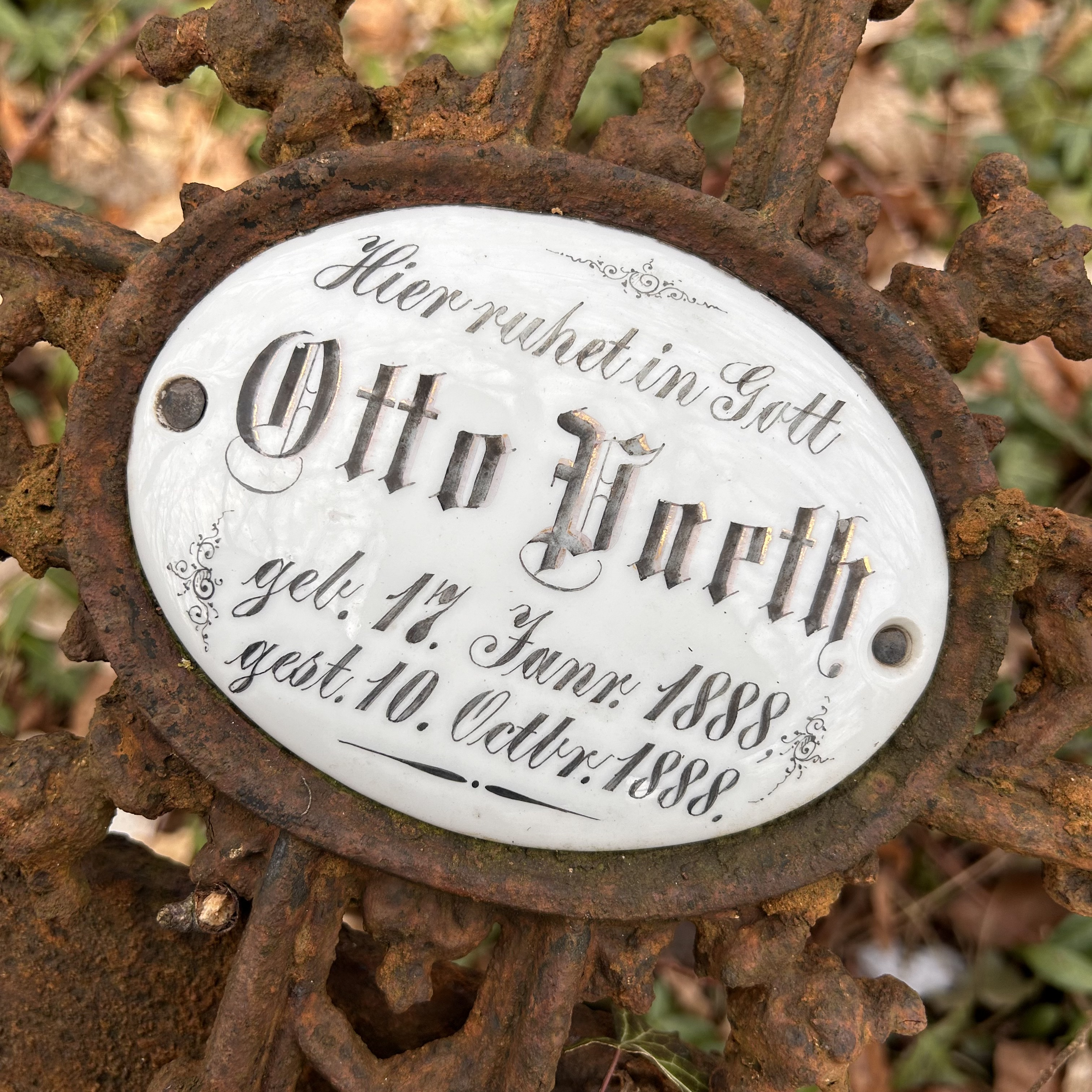
Ażurowy krzyż żeliwny upamiętniający pochówek dziecka – Otto Vaetha (ur. 17.01. 1888, zm. 10.10.1888) na cmentarzu ewangelickim w Motarzynie
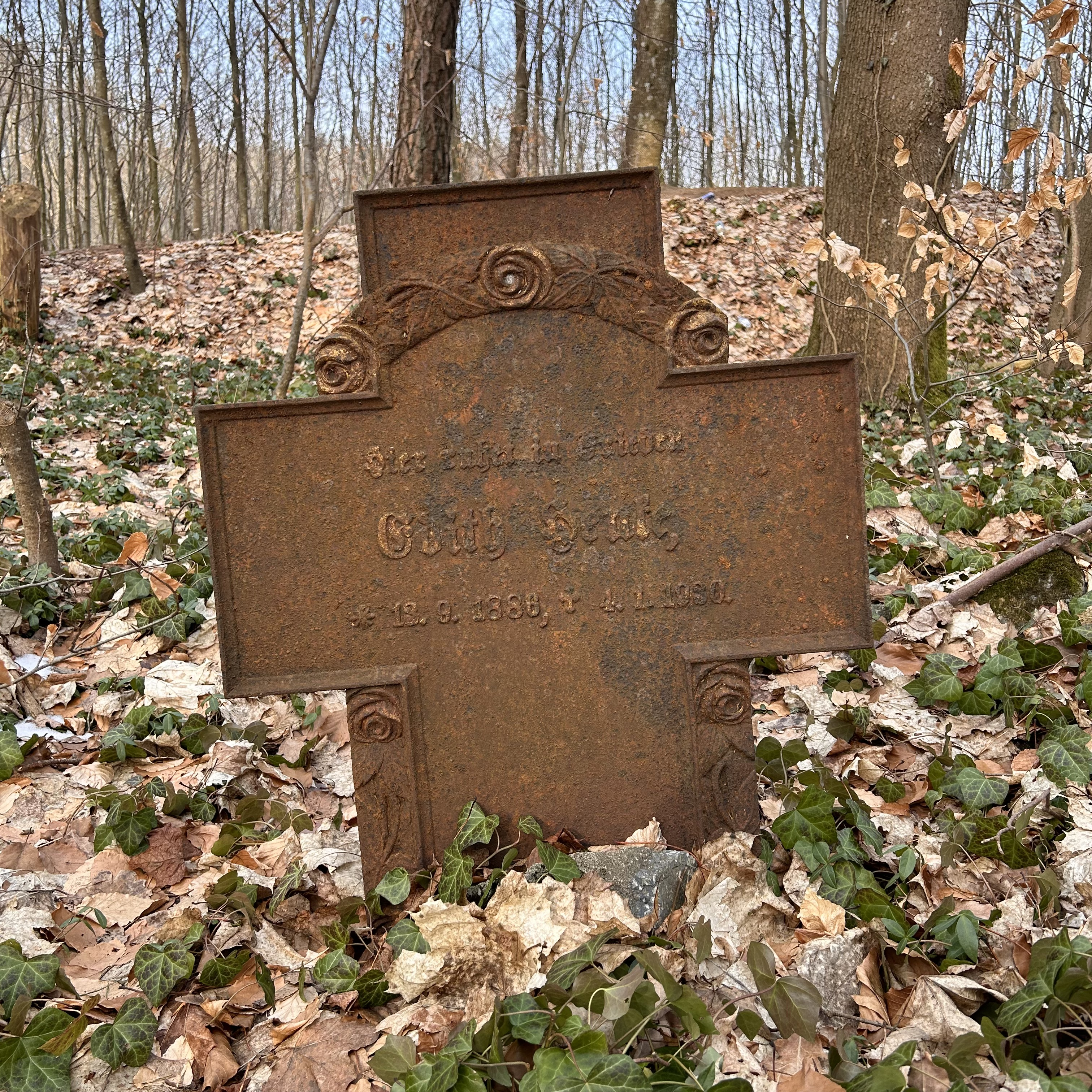
Żeliwny krzyż upamiętniający kobietę o imieniu Edith (nazwisko nieczytelne; ur. 13.09.1886, zm. 04.01.1930) na cmentarzu ewangelickim w Motarzynie

## Zabytki
- pałac klasycystyczny z XIX w. z dwiema narożnymi wieżami i portykiem na osi fasady[11].